# Coreia do Sul nos Jogos Olímpicos de Inverno da Juventude de 2012
A Coreia do Sul participou dos Jogos Olímpicos de Inverno da Juventude de 2012, em Innsbruck, na Áustria.